# 나메가타군

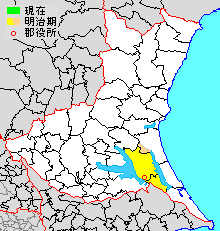
이바라키현 나메가타군의 범위(연노랑:후에 다른 군에 편입된 구역)

나메가타군(行方郡)은 일본 이바라키현(히타치국)에 있던 군이다.

## 군역
1878년 행정 구역으로 발족 당시의 군역은 아래의 구역에 해당한다.
- 이타코시, 나메가타시 전역
- 호코타시의 일부

## 역사
- 1878년 12월 2일 - 군구정촌 편제법이 이바라키현에서 시행되면서, 행정 구역으로서의 나메가타군이 발족.

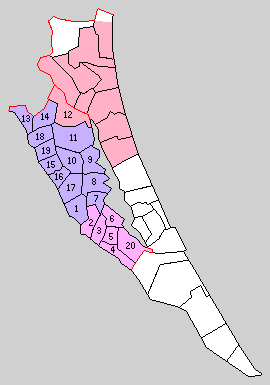
1.아소정 2.가스미촌 3.야시로촌 4.이타코정 5.쓰지촌 6.오우하라촌 7.오타촌 8.야마토촌 9.쓰스미촌 10.가나메촌 11.다케다촌 12.아키쓰촌 13.다치바나촌 14.아라하라촌 15.다마가와촌 16.나메카타촌 17.오다카촌 18.다마쓰쿠리정 19.데가촌 20.노부카타촌 (보라:나메가타시 분홍:이타코시 빨강:호코타시)

- 1889년 4월 1일 - 정촌제 시행으로, 아래의 정촌이 발족. 따로 적은 경우 외는 현 나메가타시.(3정 17촌)
  - 아소정(麻生町)
  - 가스미촌(香澄村): 현 이타코시
  - 야시로촌(八代村): 현 이타코시
  - 이타코정(潮来町): 현 이타코시
  - 쓰지촌(津知村): 현 이타코시
  - 오우하라촌(大生原村): 현 이타코시
  - 오타촌(太田村)
  - 야마토촌(大和村)
  - 쓰스미촌(津澄村)
  - 가나메촌(要村)
  - 다케다촌(武田村)
  - 아키쓰촌(秋津村): 현 호코타시
  - 다치바나촌(立花村)
  - 아라하라촌(現原村)
  - 다마가와촌(玉川村)
  - 나메카타촌(行方村)
  - 오다카촌(小高村)
  - 다마쓰쿠리정(玉造町)
  - 데가촌(手賀村)
  - 노부카타촌(延方村): 현 이타코시
- 1955년
  - 1월 1일 - 다마쓰쿠리정·데가촌·다치바나촌·다마가와촌·아라하라촌이 합병하여, 새로이 다마쓰쿠리정이 발족.(3정 13촌)
  - 2월 11일 - 이타코정·쓰지촌·노부카타촌·오우하라촌이 합병하여, 새로이 이타코정이 발족.(3정 10촌)
  - 3월 15일 - 아키쓰촌이 가시마군 도모에촌·도쿠슈쿠촌·호코타정·신구촌과 합병하여, 새로이 가시마군 호코타정이 발족.(3정 9촌)
  - 3월 31일 - 아소정·오타촌·야마토촌·오다카촌·나메카타촌이 합병하여, 새로이 아소정이 발족.(3정 5촌)
  - 4월 1일(3정 2촌)
    - 다케다촌·쓰스미촌·가나메촌이 합병하여, 기타우라촌(北浦村)이 발족.
    - 가스미촌·야시로촌이 합병하여, 우시보리촌(牛堀村)이 발족.

  - 11월 3일 - 우시보리촌이 정제 시행으로 우시보리정(牛堀町)이 됨.(4정 1촌)
- 1997년 10월 1일 - 기타우라촌이 정제 시행으로 기타우라정(北浦町)이 됨.(5정)
- 2001년 4월 1일 - 이타코정이 우시보리정을 편입한 후에, 당일 시제 시행으로 이타코시(潮来市)가 되어, 군에서 이탈.(3정)
- 2005년 9월 2일 - 아소정·기타우라정·다마쓰쿠리정이 합병하여, 나메가타시(行方市)가 발족. 이날 나메가타군은 소멸됨.

## 참고 문헌
- 《가도카와 일본 지명 대사전》 편집위원회, 편집. (1983년 12월 1일). 《가도카와 일본 지명 대사전》. 8 이바라키현. 가도카와 쇼텐. ISBN 4040010809.